# Leonor Lambertini
Leonor Emma Lambertini (São Paulo, 28 de abril de 1920 - São Paulo, 26 de maio de 1993) foi uma atriz, autora, escritora, novelista e roteirista brasileira, irmã de Lúcia Lambertini, que ficou conhecida como a primeira  Emília da primeira versão do Sítio do Pica-Pau Amarelo, na TV Tupi, enquanto Leonor interpretava Dona Benta nesta mesma produção de sucesso, que ficou no ar por muitos anos.
Ao ser contratada pela TV Cultura, Leonor passou também a ser autora. Escreveu Escrava do Silêncio, Amor de Perdição e Sangue Rebelde. Como atriz, participou de Meu Pedacinho de Chão, O Tirano, As Professorinhas e Sangue Rebelde.
Na década de 70, a atriz mudou seu nome artístico para Leonor Pachêco, e voltou à TV Tupi, onde ficou durante uma década inteira, participando das telenovelas Salário Mínimo, Bel Ami, A Revolta dos Anjos, Ovelha Negra, A Viagem, Éramos Seis, João Brasileiro, o Bom Baiano e Como Salvar Meu Casamento. Além destas, participou também de O Espantalho na TV Record, em 1977.
Com a falência da Rede Tupi, Leonor foi para a Rede Bandeirantes, onde participou de Os Imigrantes - Terceira Geração e A Deusa Vencida, de Benedito Ruy Barbosa e Ivani Ribeiro, respectivamente. Por fim, atuou em Eu Prometo, na Rede Globo, ainda na década de 1980.
Faleceu em 1993, de causas desconhecidas.

## Filmografia

### Trabalhos na TV
| Ano     | Título                          | Emissora   |
| ------- | ------------------------------- | ---------- |
| 1987    | Sassaricando                    | TV Globo   |
| 1983    | Eu Prometo                      | TV Globo   |
| 1982    | Os Imigrantes: Terceira Geração | Band       |
| 1980    | A Deusa Vencida                 | Band       |
| 1979    | Como Salvar Meu Casamento       | Rede Tupi  |
| 1978    | João Brasileiro, o Bom Baiano   | Rede Tupi  |
| 1978    | Salário Mínimo                  | Rede Tupi  |
| 1977    | Éramos Seis                     | Rede Tupi  |
| 1977    | O Espantalho                    | TVS/Record |
| 1975    | A Viagem                        | Rede Tupi  |
| 1975    | Ovelha Negra                    | Rede Tupi  |
| 1972    | A Revolta dos Anjos             | Rede Tupi  |
| 1972    | Bel-Ami                         | Rede Tupi  |
| 1971    | Meu Pedacinho de Chão           | TV Cultura |
| 1966    | Sangue Rebelde                  | TV Cultura |
| 1965    | As Professorinhas               | TV Cultura |
| 1965    | O Tirano                        | TV Cultura |
| 1965    | Escrava do Silêncio             | TV Cultura |
| 1958-63 | Sítio do Picapau Amarelo        | Rede Tupi  |

### Trabalhos no Cinema
| Ano  | Título                           | Personagem  |
| ---- | -------------------------------- | ----------- |
| 1983 | Sexo, Sua Única Arma             | Angelina    |
| 1982 | O Olho Mágico do Amor            | —           |
| 1981 | Lílian, a Suja                   | Dona Amélia |
| 1980 | Os Rapazes da Difícil Vida Fácil | Passageira  |
| 1967 | O Corintiano                     | Mirabela    |